# Liste der Monuments historiques in Les Croûtes
Die Liste der Monuments historiques in Les Croûtes führt die Monuments historiques in der französischen Gemeinde Les Croûtes auf.

## Liste der Objekte
| Bezeichnung      | Beschreibung                                                                                  | Standort                          | Kennzeichnung | Schutzstatus | Datum | Bild |
| ---------------- | --------------------------------------------------------------------------------------------- | --------------------------------- | ------------- | ------------ | ----- | ---- |
| Kasel (1)        | Seide, bestickt, 18. Jahrhundert; nicht auffindbar, eventuell beim Bistum in Troyes deponiert | in der Kirche St-Sébastien (Lage) | PM10000677    | Classé       | 1964  |      |
| Kollektenteller  | Zinn, 17. Jahrhundert                                                                         | in der Kirche St-Sébastien (Lage) | PM10003913    | Classé       | 1978  |      |
| Glocke           | Bronze, Anfang des 14. Jahrhunderts gegossen                                                  | in der Kirche St-Sébastien (Lage) | PM10000672    | Classé       | 1913  |      |
| Kasel (2)        | Seide, bestickt, 18. Jahrhundert; nicht auffindbar, eventuell beim Bistum in Troyes deponiert | in der Kirche St-Sébastien (Lage) | PM10000673    | Classé       | 1964  |      |
| Pluviale         | Stoff, bestickt, Anfang des 19. Jahrhunderts                                                  | in der Kirche St-Sébastien (Lage) | PM10000675    | Classé       | 1964  |      |
| Kasel (3)        | Seide, bestickt, 18. Jahrhundert; nicht auffindbar, eventuell beim Bistum in Troyes deponiert | in der Kirche St-Sébastien (Lage) | PM10000678    | Classé       | 1964  |      |
| Kasel (4)        | Seide, bestickt, 18. Jahrhundert; nicht auffindbar, eventuell beim Bistum in Troyes deponiert | in der Kirche St-Sébastien (Lage) | PM10000676    | Classé       | 1964  |      |
| Weihwasserkessel | Bronze, 16. Jahrhundert; nicht auffindbar                                                     | in der Kirche St-Sébastien (Lage) | PM10000680    | Classé       | 1978  |      |
| Dalmatik         | Seide, bestickt, 18. Jahrhundert; nicht auffindbar, eventuell beim Bistum in Troyes deponiert | in der Kirche St-Sébastien (Lage) | PM10000674    | Classé       | 1964  |      |
| Kasel (5)        | Seide, bestickt, 18. Jahrhundert; nicht auffindbar, eventuell beim Bistum in Troyes deponiert | in der Kirche St-Sébastien (Lage) | PM10000679    | Classé       | 1964  |      |